# Beschermgas
Beschermgas (ook wel schermgas genoemd) is gas dat wordt gebruikt bij het lassen, met als doel het te lassen werkstuk te beschermen tegen ongewenste invloeden van de omgeving. Gassen uit de omgeving kunnen het werkstuk doen verbranden (zuurstof) maar ze kunnen ook bijvoorbeeld de las poreus maken (stikstof, waterstof). Behalve deze beschermende functie, kan het gas ook ondersteunende effecten hebben, zoals het verbeteren van het lasproces of het beïnvloeden van de laskwaliteit.
Beschermgas wordt voornamelijk toegepast bij booglassen, maar ook wel bij andere lasmethoden, zoals laserlassen. Bij booglassen worden overigens ook andere methoden gebruikt om te beschermen tegen ongewenste invloeden: bij OP-lassen wordt speciaal poeder toegepast en bij lassen met beklede elektrode vormt de elektrodebekleding tijdens het lassen zelf een beschermgas.

## Eigenschappen
Beschermgassen hebben allerlei eigenschappen, waarvan sommige gewenst zijn en anderen juist ongewenst. Dit kan verschillen per lasmethode en per gebruikt materiaal.
- Warmtegeleiding: Het gas moet in staat zijn hitte effectief over te dragen aan het werkstuk.
- Dichtheid: Een gas dat lichter dan lucht is (bv. helium) zal minder goed op de plaats blijven dan zwaardere gassen.
- Ioniseerbaarheid: Een gas dat zich lastig laat ioniseren heeft een hogere spanning nodig om een boog te kunnen opbouwen.
- Bij CO2-laserlassen komt een plasma vrij dat de infrarode straling van de laser absorbeert; een beschermgas heeft daar mede de functie dat plasma te verdringen zodat de laserstraal het werkstuk kan blijven bereiken.

## De verschillende beschermgassen
Beschermgassen zijn in te delen in twee hoofdgroepen: inerte en gedeeltelijk inerte gassen.
- De enige twee inerte gassen die commercieel interessant zijn voor lassen zijn de edelgassen helium en argon.
- Tot de semi-inerte of actieve gassen worden veel gassen gerekend, waaronder koolstofdioxide, zuurstof, stikstof en waterstof.

Vaak worden mengsels van gassen gebruikt. Sommige gassen (zoals zuurstof) hebben schadelijke invloed als ze in hoge concentraties worden gebruikt maar juist gunstige effecten bij gebruik in kleine hoeveelheden.

### Helium
Helium is samen met koolstofdioxide het eerste beschermgas dat gebruikt werd voor lassen, in het begin van de Tweede Wereldoorlog.
Helium is een edelgas. Het is in het gebruik een van de duurste gebruikte beschermgassen. Het reageert nooit chemisch met andere stoffen, zodat het ook bij zeer hoge temperaturen een uitstekende bescherming biedt. Het is lichter dan lucht, en daardoor stijgt het snel op. Er is dus een relatief grote aanvoer nodig om het lasbad te kunnen beschermen. De warmtegeleiding is groot: ongeveer 10x zo groot als die van argon en koolstofdioxide. Helium ioniseert niet snel, dus er is een hoge elektrische spanning nodig om een boog te doen ontstaan, en die boog is relatief onstabiel. Door de combinatie van de hoge warmtegeleiding en de hoge gebruikte spanning, geeft helium een diepe doorlassing.
Zuiver helium geeft een onprettig onstabiele boog. Daarom wordt het voor het gebruik met lassen meestal gemengd. "Tri-mix" is een mengsel van helium met 5-10% argon en 2-5% koolstofdioxide. Deze mix is vooral geschikt voor dikke lassen in roestvast staal, aluminium en andere non-ferrometalen. Vooral bij het lassen van metalen die zelf een hoog warmtegeleidingsvermogen hebben (koper en aluminium) is het van belang dat de warmte-inbreng groot is, wat bij gebruik van helium het beste mogelijk is. Bij het lassen van laaggelegeerd staal wordt helium niet gebruikt, omdat het een grillige boog en gespetter geeft.
Bij CO2 lasers heeft helium de extra functie dat het plasma wegblaast dat door de laserstraal is gevormd en dat het licht van de laserstraal absorbeert. Dat helium zelf moeilijk ioniseert is hier juist een gewenste eigenschap.

### Argon
In de industrie wordt dit gas wel "the big A" genoemd, omdat het veel gebruikt wordt.
Argon is iets zwaarder dan lucht, waardoor het minder snel opstijgt. (Uiteraard stijgt het toch op, doordat warme gassen minder wegen dan koude.) Daardoor is er een aanzienlijk lagere toevoer nodig dan bij helium. De warmtegeleiding van argon is veel minder dan die van helium. Argon ioniseert daarentegen weer veel makkelijker, waardoor het een prettig stabiele boog geeft.
Argon wordt vaak ongemengd gebruikt bij het lassen van aluminium en andere non-ferrometalen, maar het wordt ook wel gemengd. Zo wordt er soms 25-50% helium toegevoegd voor een diepere doordringing. Ook worden er wel kleine hoeveelheden zuurstof of koolstofdioxide toegevoegd om de boog te stabiliseren en te voorkomen dat hij uitwaaiert.
Ook bij lassen met Nd:YAG lasers wordt argon als beschermgas gebruikt.

### Koolstofdioxide
Koolstofdioxide (CO2) heeft goede warmteoverdracht-eigenschappen, niet in het bijzonder door de soortelijke warmte of de warmtegeleidbaarheid, maar doordat het in de lasboog dissocieert en op het koudere metaaloppervlak weer recombineert en daarbij warmte afgeeft. CO2 is erg goedkoop en geeft een erg diepe doorlassing maar een wat onstabiele boog en intens spatten en rook. Doordat CO2 deels dissocieert is er vrije zuurstof aanwezig dat reageert met het metaal, waardoor meer slak wordt gevormd.
CO2 wordt in zuivere vorm gebruikt (alleen bij weerstandlassen) of in mengsels met bijvoorbeeld argon, om het ergste spatten tegen te gaan.
Bij het lassen van roestvaste staalsoorten waar het koolstofgehalte beperkt moet blijven, wordt het hierboven genoemde Trimix gebruikt, dat slechts een klein percentage CO2 bevat.

### Zuurstof
Zuurstof wordt soms in kleine hoeveelheden (2-5%) toegevoegd aan beschermgas, vooral aan argon. Het stabiliseert de boog en verlaagt de oppervlaktespanning van het smeltbad, waardoor het mooier gladde lassen geeft.
Het wordt gebruikt bij sproeilassen van licht gelegeerd koolstofstaal en roestvaste staalsoorten. Door zuurstof treedt uiteraard wat meer oxidatie op, waardoor er meer slak geproduceerd wordt.
Soms - bij koolstofstaalsoorten - wordt ook nog CO2 bijgemengd voor diepere doorlassing.
Een overschot aan zuurstof geeft te veel slakvorming en kan de las bros maken.

### Stikstof
Stikstof wordt toegepast bij het lassen van sommige roestvast staalsoorten. Het is een bijzonder goedkoop gas. Stikstof verhoogt net als CO2 de lasdiepte en bovendien stabiliseert het de boog. Bij koolstofstaalsoorten verhoogt het echter de porositeit. Er worden allerlei mengsels met stikstof gebruikt, bijvoorbeeld samen met argon en CO2, of met waterstof.
Bij stikstofhoudende staalsoorten worden stikstofhoudende beschermgassen gebruikt, om het uitgedampte stikstof te compenseren. (Stikstof wordt in kleine hoeveelheden aan staal toegevoegd voor mechanische sterkte en tegen putcorrosie; Engelse term: 'pitting'.)
Soms wordt zuivere stikstof ook gebruikt bij laserlassen in plaats van helium, maar bij sommige staalsoorten is dat niet mogelijk omdat het brosheid in de las kan veroorzaken.

### Waterstof
Toevoeging van waterstof aan het beschermgas leidt tot een smallere boog en een hogere boogtemperatuur, zodat een diepere las bereikt kan worden.
Waterstof wordt gebruikt bij het lassen van nikkel en roestvast staal. Het verhoogt de vloeibaarheid van het smeltbad en het reinigt het oppervlak. Bij veel staalsoorten kan het echter niet toegepast worden omdat het brosheid kan geven, vooral bij koolstofstaal. Doorgaans wordt het in concentraties beneden de 10% gebruikt, bijvoorbeeld toegevoegd aan argon. Soms in combinatie met CO2, waarbij de waterstof het oxiderende effect van de koolstofdioxide compenseert. Bij het lassen van koper kan het in hogere percentages gebruikt worden (tot 25%), maar bij staal, magnesium en aluminium niet omdat het daarbij brosheid kan veroorzaken. Bij lassen met atomaire waterstof wordt pure waterstofgas gebruikt.

### Stikstofoxide
Toevoeging van stikstofoxide vermindert de productie van ozon. Het wordt ook gebruikt om de boog te stabiliseren bij het lassen van aluminium en hooggelegeerd roestvast staal.

### Zwavelhexafluoride
Zwavelhexafluoride wordt wel toegevoegd bij het lassen van aluminium, om waterstof weg te vangen en zo porositeit te voorkomen.

### Dichloordifluormethaan
Dichloordifluormethaan (Freon-12) wordt eveneens gebruikt als waterstofvanger, met name bij het lassen van aluminium-lithium-legeringen.

### Aardgas
Soms wordt aardgas gebruikt als beschermgas. Tijdens het lassen verbrandt het en ontneemt de zuurstof uit de omgeving zodat het werkstuk niet verbrandt. Dit wordt met name gedaan bij afbrandstuiklassen.

## Formeergas
Tijdens het lassen wordt een werkstuk zo heet dat soms ook de 'achterzijde' (de zijde tegenover die waarop gelast wordt) zodanig verhit wordt dat deze bescherming nodig heeft. Doordat de temperatuur daar beduidend minder hoog oploopt dan aan de 'voorzijde' en doordat er geen plasma gevormd wordt, kan vaak een goedkoper, actief gas gebruikt worden. Dergelijke gassen heten formeergas of backinggas. Vaak wordt hiervoor een mengsel gekozen van stikstof met een klein percentage waterstof (<10%), maar soms - bijvoorbeeld bij het lassen van titanium - is ook daar argon nodig.
Een bijkomende functie van formeergas is koeling van het werkstuk.
Formeergas wordt ook wel gebruikt als traceergas om lekkages op te kunnen sporen. Hierbij wordt een waterstoflekdetector gebruikt om het aandeel waterstof in het formeergasmengsel op te sporen.

## Toepassingen
De keuze van het beschermgas wordt vaak in eerste instantie gemaakt uit kostenoverweging: kosten van het gas en van de apparatuur. Vooral de edelgassen zijn duur, zodat bij industrieel gebruik altijd gezocht wordt naar goedkopere mengsels.
Beschermgassen hebben geen effect als er een aanzienlijke luchtverplaatsing is, dus met name buitenshuis. In dat geval kan lassen met beklede elektrode of lassen met gevulde draad de voorkeur krijgen.
Uiteraard moet altijd gekeken worden naar gassen of gasmengsels die het werkstuk voldoende beschermen, die geen brosheid veroorzaken en die niet de laselektrode zelf aantasten.